# 中國舞

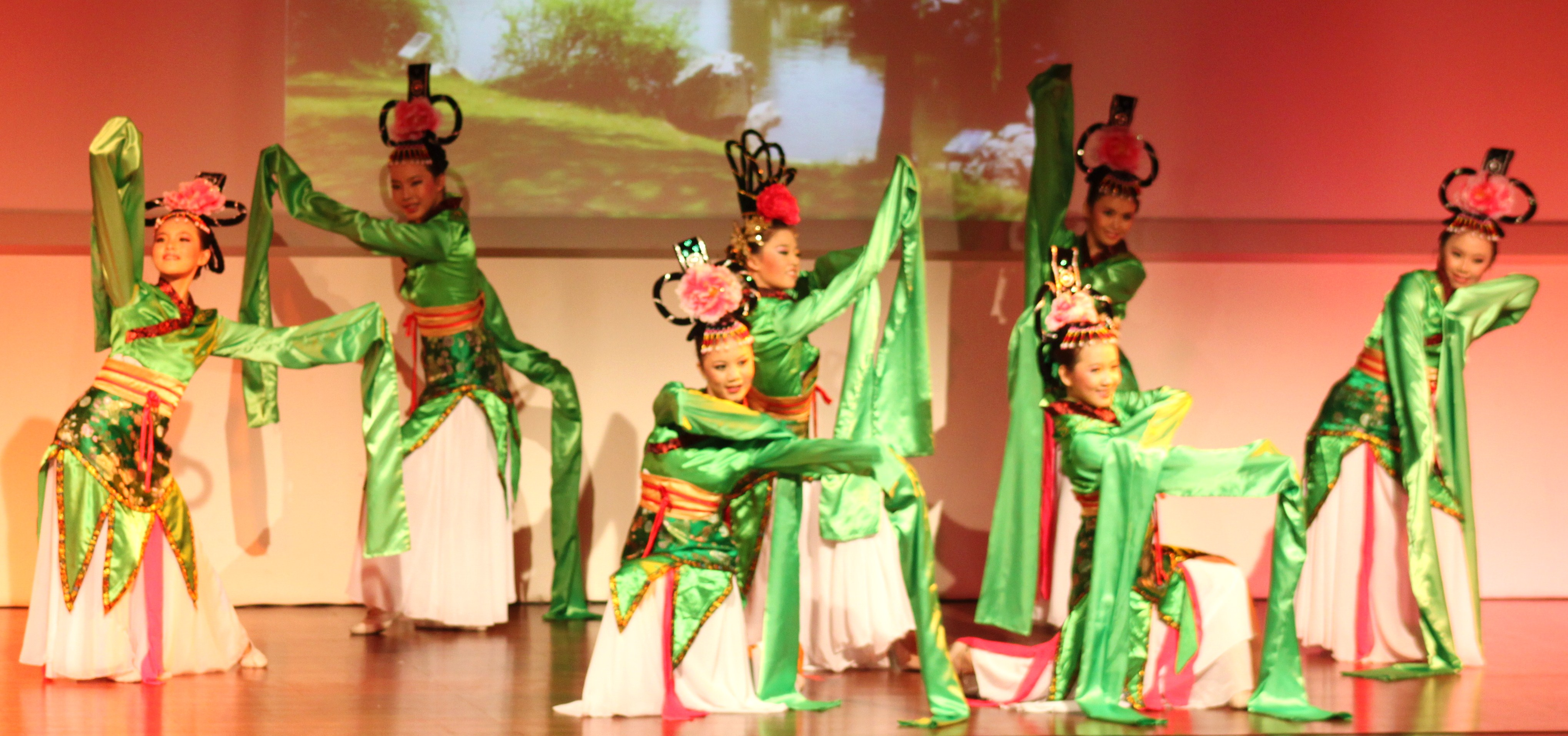
現代中國舞表演

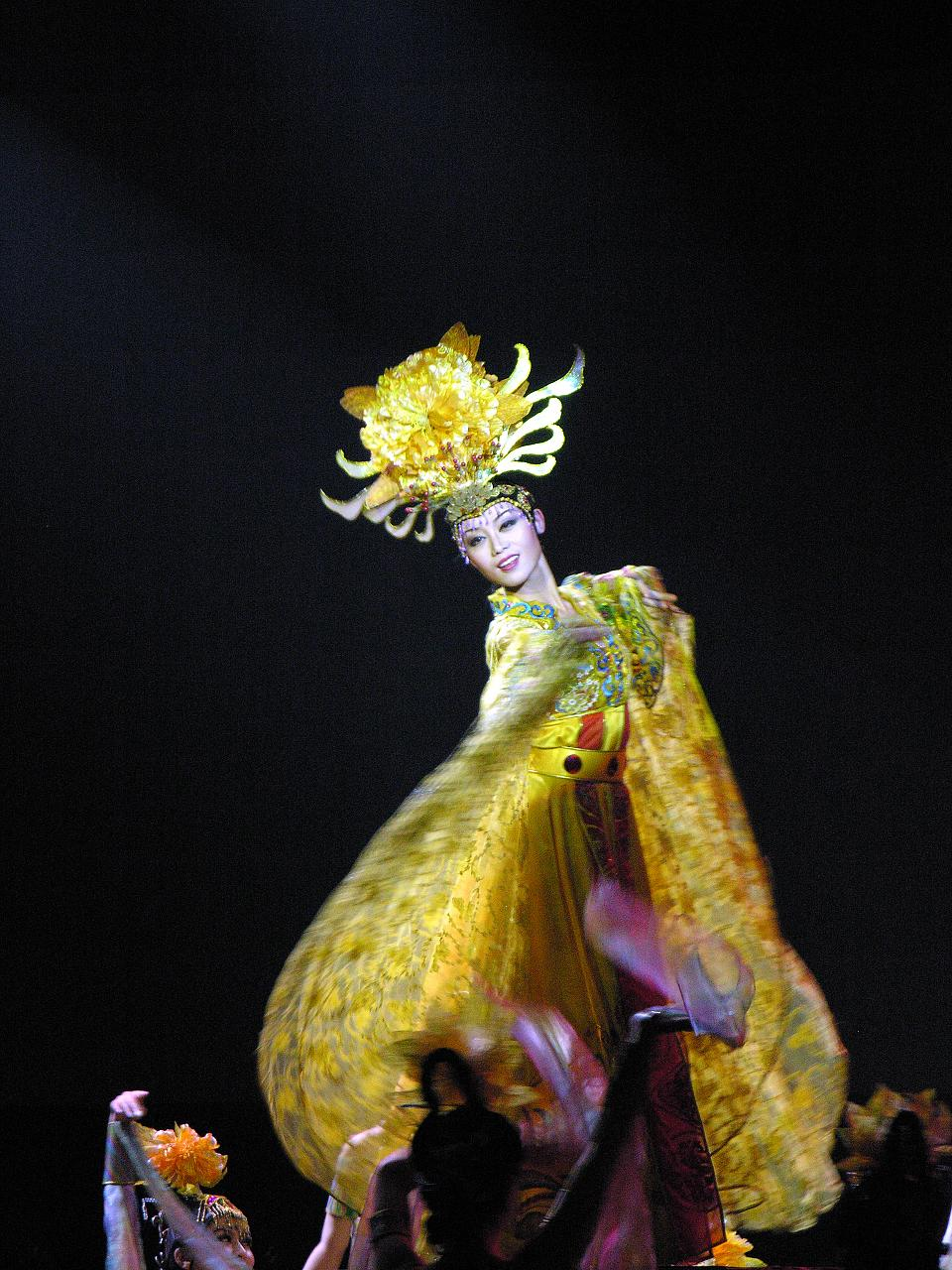
現代仿唐古典舞表演

中國舞是指中國傳統的舞蹈。在五千年以前，就已經在中國出現了原始舞蹈。現在主要分為古典舞和民俗舞兩大類。古典舞包括宮廷舞蹈以及貴族、士人宴會中的舞蹈，按照功能又可分為雅舞和雜舞，雅舞用於國家大祭，是禮儀用舞，雜舞則是用作娛樂。民俗舞是民間舞蹈，包括民間信仰中的祭祀舞蹈、節日舞蹈、日常自娛舞蹈等。

## 特點
中国舞能說是以中华幾千年來的文化而誕生的。表現的手法主要是「手、眼、身、法」「形、神、勁、律」，「圓、擰、傾、曲」。圓則以東方的『圓為美』哲學為主流，即為不管是立的圓、平的、八字的圓，都圍繞在舞蹈當中；擰則包含身體上的擰動；傾就是身體上的傾斜；曲從中國考古出土的文物中來看，歷朝歷代的舞蹈相當喜用身體曲線的格式，例如三道彎、翹袖折腰等。
中國舞有「欲右先左、欲左先右、欲上先下、欲下先上」的法則，都締造中國舞不同的韻律與美感。舞蹈者必須掌握剛柔並濟、虛實相生才能展現中國舞蹈精髓，形成了中國舞的獨特之處。它与中国其它的艺术有着内在相同之处：对比或相生相克的表现手法；取自民间对神佛的敬仰。舞蹈中，始终贯穿着“静中有动、动中有静”，或“逢冲必靠、欲左先右、逢开必合、欲前先后”等对比的手法，好似中国园林艺术，始终有着“小中见大、大中见微”、“曲径通幽”、“别有洞天”的做法。

### 古典舞
中國古典舞共有「身韻」、「身法」、「技巧」三大元素。中國古典舞的「技巧」，以跳、翻、轉等諸多高難度動作，起初是將武術、戰場搏擊等方法延伸運用至宮廷舞蹈，「武為主、文為輔」，而歷經各種表演形式與歷朝歷代的演變而逐漸「文」化，即形成古典舞的「技巧」。「身韵」是指文化承傳所形成的特有民族韻味，強調內涵的氣韻、呼吸、意念、神韻以及內心情感。比如以“三圓”運動為基礎的運動路線、以腰為軸的“提、沉、沖、靠、含、腆、移、旁提”等等，這些基本元素賦予中國古典舞豐富的表現力及可塑性，能深度刻畫動作以及內心情感。並以形、劲、神、律诸要素来表現，达到「形神兼备、内外统一、身心并用」「以神领形、以形传神」。「形未动，神先领，形已止，神不止」恰恰表述了「身法」（形、劲、律）与「神韵」，所以训练「身法」与陶冶「神韵」的方法统称为「身韵」，是中国古典舞的艺术灵魂所在。“神韵”是依托“身法”，即身外部的技法，表达了整个舞蹈的含义。而在佛教传入中国后，佛法开讲、天女散花等妙境也一次次的通过故事及雕塑、绘画得以在世间广泛流传。敦煌石窟中飞天凌空飞舞的壁画，灵动传神；吴道子“天衣飞动”画境，如有神助。天人之姿，天人之舞，也成了中国古典舞蹈的至境。
中國古典舞很多曲目，直接来自石窟的佛像、古代陶艺上的传说、神话故事等等。表演者自身对神佛的敬仰之意，素养、善良纯洁的心态等，直接影响着舞蹈本身的感染力。

### 民俗舞

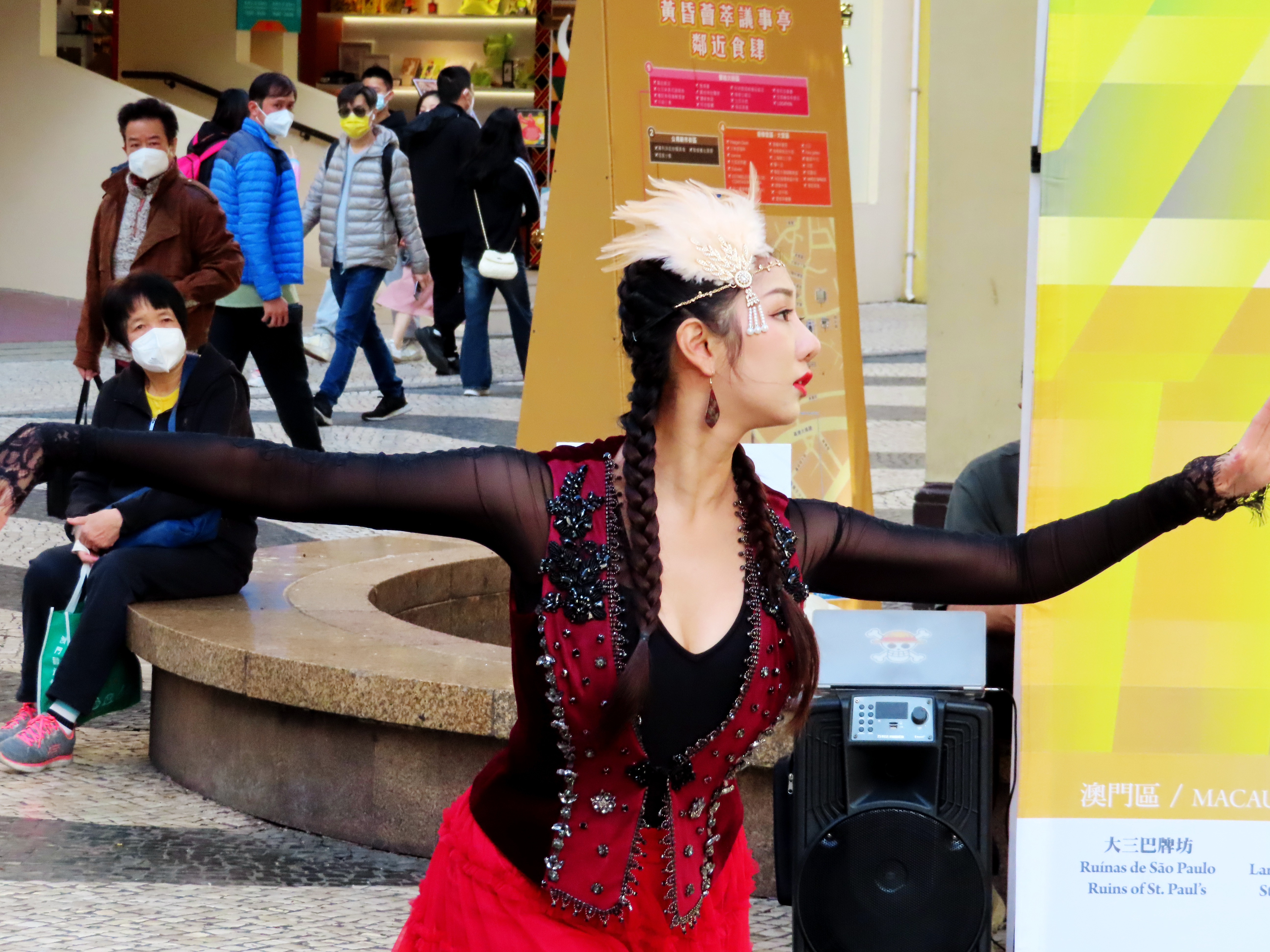
民俗舞表演

- 载歌载舞，自由活泼：中国民间舞蹈的一个特点，就是舞蹈与歌唱的紧密结合。这种载歌载舞的形式十分自由、生动、活泼，比纯舞蹈更能表现的生活内容，而且通俗易懂，所以廣受中国群众喜爱。 巧用道具，技艺结合，如扇子、手帕、长绸、手鼓、单鼓、花棍、花灯、花伞等等，这些大大加强舞蹈的艺术表现能力，使舞蹈动作更加丰富优美、绚丽多姿。
- 情节生动，形象鲜明：中国民间舞蹈十分着重内容，大多基於故事传说，因此，人物形象鲜明、性格突出。虽然部份舞蹈或仅表现某一种情绪，但它也多作为一个完整故事情节的片断而出现。如潮州《英歌》緣於《水滸傳》梁山泊英雄好汉攻打大名府的故事；福建的《大鼓凉伞》緣於郑成功抵御外寇练兵。
- 自娱娱人，意旨统一：中国很多民间舞蹈常常兼有自娱和表演兩面。对于部分舞者来说，他一方面自娱，另一方面也是为了表演给观众看，因此舞者很注意提升自己的舞蹈技艺，故而中国民间舞蹈發展迅速。
- 情之所至，即兴发挥：中国各个地区的民间舞蹈在流传中，虽然都有一定格式和规范，但也有即兴发挥的传统，抬前腿、旁腿、后腿(原地，带辗转的，带半环动和全环动的;或从一个舞姿经辗转或经半脚尖立变成另一舞姿)

1. 大射雁
2. 金鸡独立(原地，带辗转)
3. 踹燕(原地，辗转变成探海)
4. 探海(原地，辗转变成踹燕)
5. 斜探海(原地，带辗转)
6. 躺身旁腿
7. 软踹燕(女)
8. 后腿侧身(原地，带辗转)
9. 掀身探海(女，原地，带辗转)
10. 拧身探海(男，原地，带辗转)
11. 紫金冠(女)
12. 老鹰展翅(男)
13. 商羊腿(男，原地，带辗转)
14. 商羊腿踹燕(男)

## 服飾道具

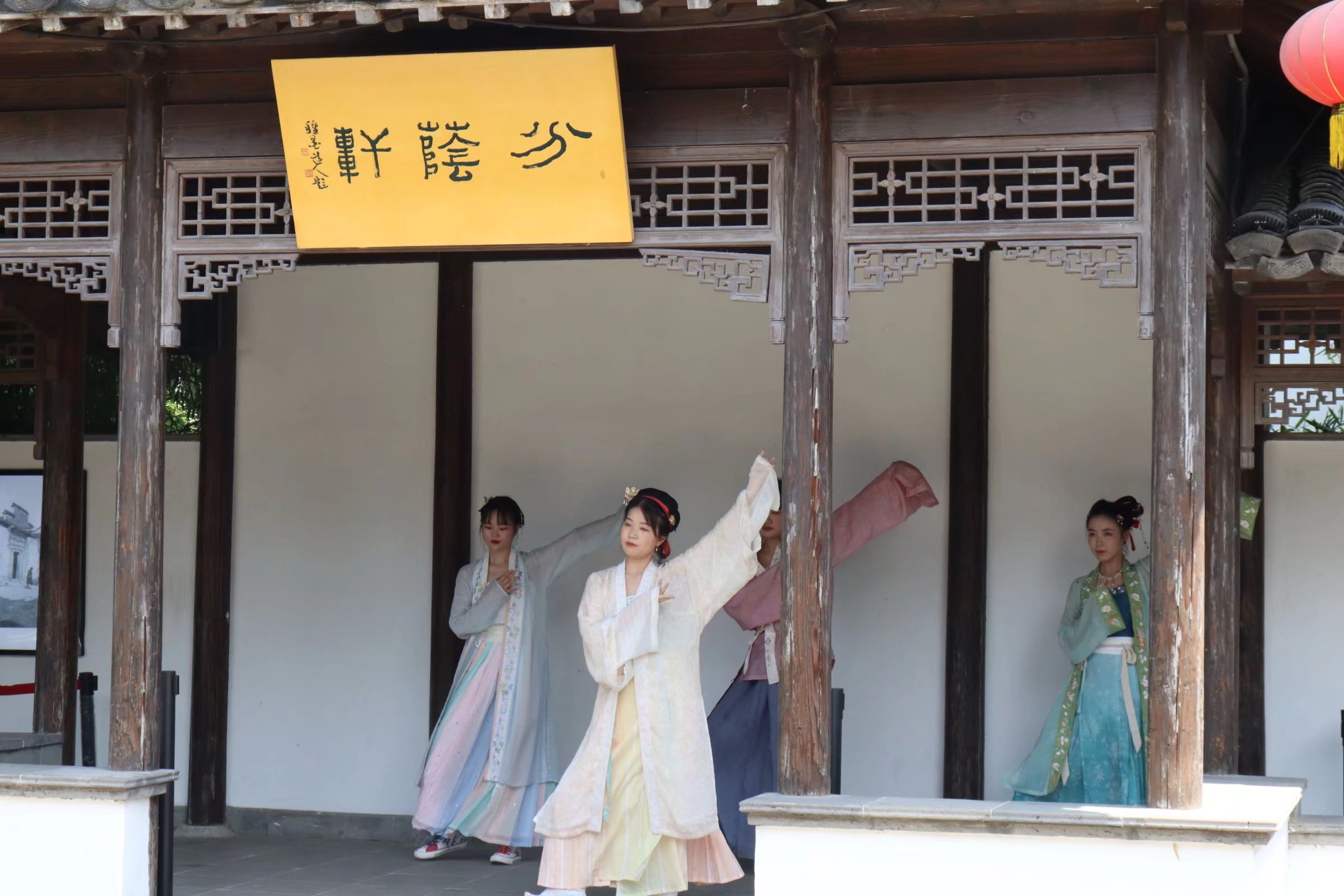
南京愚园内着汉服跳中國舞的大学生们

中國舞有專門的服飾，一般為漢服式樣，但古典舞的服飾與生活上的漢服有一定差異。雅舞的服飾形制有一定規格，歷朝皆有差異。雜舞及民俗舞服飾則沒有嚴格規定。雜舞的舞衣為有些舞衣袖子特別長或配有水袖，也常配以披帛，服飾較多變化，常見的道具有扇、傘等。民俗舞則多是古代民眾的日常勞動服裝，清代之前為漢服，清代之後受剃髮易服則影響後，民俗舞服裝亦因而改變，現代部份舞者恢復穿著漢服，也有舞者穿著現代設計具中國元素的服裝。

## 伴樂
舞蹈常用伴乐的，雅舞配合雅樂，雜舞則用俗樂，民俗舞則用民間音樂，但有些民俗舞蹈並沒有音樂伴奏。

## 影響
中國舞蹈影響到漢字文化圈其他國家即日本、朝鮮、越南、琉球等地，這些地區的傳統舞蹈都是從中國引進舞蹈藝術一直持續發展。

## 外部連結
- 傳統文化之中國舞蹈 中國僑網 （中文）
- 中国舞蹈的起源
- 中國傳統舞蹈（页面存档备份，存于）
- 歷史與空間：古舞新生（页面存档备份，存于）
- 《中國大百科全書》: 古典舞蹈[永久]（限制ＩＰ拜訪）
- 《中國大百科全書》: 戲曲舞蹈[永久]（限制ＩＰ拜訪）
- 鍾鳴旦著，張佳譯：〈明末清初的中國禮儀舞蹈圖示（页面存档备份，存于）〉。